# 小仓里线
小仓里线（日语：／ Kokuraura sen */?）是过去连接福岡縣小倉市（现时的北九州市小倉北区）的富野信号所（现时的东小仓站附近）和南篠崎联络所、足立站以及板柜联络所，隶属于铁道院的铁路线，亦被称呼为“小仓南线”。

## 历史
小仓里线原本作为九州铁道本线（现时的鹿儿岛本线）的一部分开通。在建设该线时，原本计划沿海岸建设线路，采取经由户畑的走向，但陆军以舰炮射击时可能破坏线路而反对该走向，因此改为经由小仓市中心的南侧的走向。最终，九州铁道要求陆军以同意建设沿海的户畑線（小仓 - 户畑 - 黑崎）作为支线开通为条件，在其要求下建设了小仓里线。

### 年表
- 1903年（明治36年）高滨信号所（旧东小仓站附近）- 南篠崎信号所、北篠崎信号所（南小仓站附近）开通。
- 1904年（明治37年）
  - 2月12日 同大藏线连接，全线开通。
  - 7月14日 高滨信号所改名为富野信号所。
- 1905年（明治38年）1月27日 为运送伤病兵员，批准设置（名称不详）假乘降场。
- 1906年（明治39年）（名称不详）假乘降场废除。
- 1907年（明治40年）7月1日 伴随铁道国有法实施，全线国有化。
- 1909年（明治42年）
  - 10月12日 伴随国有铁道线路名称制定，被指定为小仓里线。“区间”一栏则为“平时运行休止”[1]。
  - 11月18日 全线改为平日运行休止。
- 1911年（明治44年）10月1日 伴随大藏线废除[2]，北篠崎信号所 - 板柜信号所废除。
- 1916年（大正5年）6月21日 全线废除[3]。

## 车站列表
富野信号所 - （名称不详）假乘降场 - 足立军用停车场 - 南篠崎联络所
足立军用停车场 - 紫川联络所 - 北篠崎联络所 - 板柜联络所
- 当时號志站被称为信号所或联络所
- 紫川联络所 - 北篠崎联络所的0.7 km区间同豐州本線（现时的日豐本線）共用
- 北篠崎联络所位于现在的南小仓站

### 足立站
1904年（明治37年），在日俄战争爆发后的2月12日，为运输兵员，足立站作为陆军师团的运输据点投入使用，当时是全国屈指可数的大车站之一。
但是，随着战争运输告一段落，足立站亦于同年2月19日停止运输兵员。由于失去运输作用，小仓里线亦失去了存在的意义，在开业12年后便废除。